# Gunnar Vikene
Gunnar Vikene (* 23. März 1966) ist ein norwegischer Filmregisseur und Drehbuchautor.

## Leben
Der 1966 geborene Gunnar Vikene stellte nach zwei Kurzfilmen im Oktober 2002 beim Bergen International Film Festival sein Spielfilmdebüt Himmelfall vor. Es folgten die Filme Rettet Trigger!, Vegas und Kill Billy. Ab 2014 führte er bei insgesamt elf Folgen der Krimiserie Det tredje øyet  Regie. Es folgten Arbeiten für die Serien Der Grenzgänger, Aber Bergen, Occupied – Die Besatzung und Pørni.
Vikenes fünfter Spielfilm War Sailor, dessen Handlung sich über mehrere Jahrzehnte erstreckt, feierte im August 2022 beim norwegischen Filmfestival in Haugesund seine Premiere. Im September 2022 wurde er beim Toronto International Film Festival gezeigt. Der Kinostart in Norwegen erfolgte ebenfalls im September 2022. War Sailor wurde von Norwegen als Beitrag für die Oscarverleihung 2023 in der Kategorie Bester Internationaler Film eingereicht.

## Filmografie
- 1995: Boomerang (Dokumentarfilm, Regie und Drehbuch)
- 2002: Himmelfall (Regie und Drehbuch)
- 2006: Rettet Trigger! (Regie)
- 2009: Vegas (Regie und Drehbuch)
- 2014: Kill Billy (Regie und Drehbuch)
- 2014–2016: Det tredje øyet (Fernsehserie, 11 Folgen)
- 2019–2020: Occupied – Die Besatzung (Okkupert, Fernsehserie, 6 Folgen)
- 2022: War Sailor (Krigsseileren, Regie und Drehbuch)

## Auszeichnungen
Amanda
- 2007: Nominierung als Bester Kinder- oder Jugendfilm (Trigger)
- 2010: Auszeichnung für das Beste Drehbuch (Vegas)
- 2010: Nominierung für die Beste Regie (Vegas)
- 2015: Nominierung für die Beste Regie (Her er Harold)

Camerimage
- 2022: Nominierung für den Goldenen Frosch (War Sailor)[3]